# عشق نافرجام

در ادبیات جهان اصطلاح عشق نافرجام با نام رومئو و ژولیت اثر شکسپیر گره خورده‌است.

«عشق نافرجام» یا «عاشقان بدطالع» (به انگلیسی: Star-crossed) اصطلاحی است که درباره جفتی که دارای ارتباط عاشقانه بوده باشند ولی به هر دلیل در رسیدن به یکدیگر ناکام شوند گفته می‌شود. عبارت انگلیسی این اصطلاح «Star-crossed» است که اشاره به اعتقاد گذشتگان به اختربینی و رقم خوردن سرنوشت در ستارگان دارد. این اصطلاح پس از انتشار کتاب رومئو و ژولیت در عصر الیزابت توسط ویلیام شکسپیر مصطلح شد و اشاره به نافرجامی عشق جفتی دارد که اختر طالعشان نحس باشد و ناکام بمانند.
در ادبیات ملل مختلف نمونه‌های بسیاری از عشق نافرجام وجود دارند؛ مثلاً تریستان و ایزولت، لیلی و مجنون، رؤیای شب نیمه تابستان، بلندی‌های بادگیر، و غیره از این جمله‌اند، همچنین افسانه پرآوازه چینی: «مار سفید» که با اقتباس از آن فیلم جادوگر و مار سفید ساخته شده‌است نمونه‌ای دیگر از عشق‌های نافرجام در ادبیات کشورهای جهان است.